# Micromelerpetontidae
De Micromelerpetontidae (ook gespeld als Micromelerpetidae) zijn een familie van uitgestorven dissorophoide temnospondyle amfibieën die leefden van het Laat-Carboon tot het Vroeg-Perm in wat nu Europa is, met één Carboon-soort die ook bekend is uit Noord-Afrika. Ze waren biologisch vergelijkbaar met de verwante Brachiosauridae, maar proportioneel meer gelijkend op de niet-verwante microsauriërs.
De Micromelerpetontidae waren neotenisch en aquatisch, vergelijkbaar met hun verwanten de Branchiosauridae. Ze hadden laterale lijngroeven, slecht verbeende schedels en ledematen en een bewijs van externe kieuwen. Ze hadden echter een groter aantal wervels (en dus meer langwerpige lichamen) in vergelijking met de Branchiosauridae, evenals dikke, benige schubben die de buik en ledematen bedekten. Sommige leden van de familie hadden schedels die langer waren achter de ogen (in plaats van ervoor), terwijl het tegenovergestelde waar was voor de Branchiosauridae.